# Bahnradweg
Der erste Bahnradweg Deutschlands verläuft zwischen Aachen und Köln.
Dieser Bahnradweg ist nicht zu verwechseln mit einem Bahntrassenradweg. Neben der Schnellfahrstrecke Köln–Aachen wurde ein 92 km langer Radweg auf Feldwegen und Nebenstraßen entlang der Bahnstrecke ausgeschildert.
Zum Thema Bahn findet man auf dem Kernstück zwischen Düren und Horrem neun Stationen mit Infotafeln. Für Kinder wurde ein Wettbewerb entwickelt. Hierzu wurde auch eine Begleitbroschüre erstellt. An allen Bahnhöfen kann man auf die Züge der Linien RE1 (NRW-Express), RE9 (Rhein-Sieg-Express) und die S-Bahn S13/S19 wechseln.
Der Bahnradweg wurde auf Anregung des Verkehrsclubs Deutschland angelegt und am 1. Juni 2008 eröffnet.